# Francis Lai
Francis Lai (Nice, 26 de abril de 1932 — 7 de novembro de 2018) foi um compositor e pianista francês. Compôs trilhas para filmes franceses, em 1970 ganhou o Oscar pela trilha de Love Story. Um fato curioso é que uma de suas canções, "Hello Goodbye", foi o tema de abertura da primeira versão da novela "A Usurpadora", exibida em 1971 na Venezuela.

## Filmografia
Lai desfrutou de colaborações frequentes com o diretor francês Claude Lelouch. Como compositor, Lai tem pelo menos 131 créditos em filmes em seu nome. AllMusic lista 1 321 créditos individuais.
- A Man and a Woman (1966)[3][4]
- Vivre pour vivre (1967)[4]
- The Bobo (1967)[4]
- I'll Never Forget What's'isname (1967)[4]
- House of Cards (1968)[4]
- Mayerling (1968)[4]
- 13 jours en France (1968)[5]
- La leçon particulière (1968)[4]
- Life Love Death (1969)[4]
- Hannibal Brooks (1969)[4]
- Three into Two Won't Go (1969)[4]
- Un Homme qui me plaît (1969)[4]
- Rider On The Rain (1970)[6]
- Le Voyou (1970)[6]
- Eyes Full of Sun (1970)[6]
- The Games (1970)[6]
- Hello-Goodbye (1970)[6]
- de (1970)[6]
- Love Story (1970)[6]
- Early Morning (1971 film) (1971)
- The Legend of Frenchie King (1971)[6]
- L'aventure, c'est l'aventure (1972)[6]
- Dust in the Sun (1972)[6]
- La bonne année (1973)[6]
- Un homme libre (1973)[6]
- Visit to a Chief's Son (1974)[6]
- Loving in the Rain (1974)[6]
- And Now My Love (1974)[6]
- Child Under a Leaf (1974)[6]
- Wanted: Babysitter (1975)[6]
- Emmanuelle 2 (1975)[6]
- The Good and the Bad (1976)[6]
- Body of My Enemy (1976)[6]
- Anima persa (1977)[6]
- Bilitis (1977)[6]
- Another Man, Another Chance (1977)[6]
- Passion Flower Hotel (1978)[6]
- Robert et Robert (1978)[6]
- International Velvet (1978)[6]
- Oliver's Story (1978)[6]
- Beyond the Reef (1981)[7]
- Les Uns et les autres (1981)[7]
- Madame Claude 2 (1981)[7]
- Édith et Marcel (1983)[7]
- Dog Day (1984)[7]
- My New Partner (1984)[7]
- Marie (1985)[7]
- Sins (miniseries)(1986)[8][9]
- A Man and a Woman: 20 Years Later (1986)[7]
- Attention bandits! (1986)[7]
- Dark Eyes (1987)[7]
- Itinéraire d'un enfant gâté (1988)[7]
- My New Partner II (1990)[10]
- There Were Days... and Moons (1990)[10]
- Les Clés du paradis (1991) [11]
- La Belle Histoire (1992)[10]
- Men, Women: A User's Manual (1996)[10]
- Hasards ou coïncidences (1998)[10]
- Salaud, on t'aime (2014)[12]
- Un plus une (2015)[12]
- The Best Years of a Life (2019)